# Xã Grattan, Michigan
Xã Grattan (tiếng Anh: Grattan Township) là một xã thuộc quận Kent, tiểu bang Michigan, Hoa Kỳ. Năm 2010, dân số của xã này là 3.621 người.